# Cristóbal Mendoza
Cristóbal Mendoza, plným jménem José Cristóbal Hurtado de Mendoza y Montilla (23. června 1772, stát Trujillo, Místokrálovství Nová Granada – 8. února 1829, Caracas, Velká Kolumbie) byl venezuelský politik. V době od 5. března 1811 do 21. března 1812 zastával úřad prezidenta, prvního v historii země.
Byl zároveň členem triumvirátu, kde sdílel výkonnou moc s dalšími dvěma muži, byli to Juan Escalona a Baltasar Padrón. Zahájil válku za nezávislost proti těm částem Venezuely, které stále podporovaly španělskou monarchii. Je rovněž autorem venezuelské Deklarace nezávislosti, vydané 5. července 1811. Byl také účastníkem ústavodárného shromáždění, které v prosinci téhož roku vyhlásilo první Ústavu venezuelské republiky.
Když royalisté vedení kapitánem Domingem de Monteverde dosáhli pádu První republiky, Mendoza odjel do Grenady. Když se v roce 1813 stal prezidentem Druhé republiky Simón Bolívar, požádal jej, aby se urychleně vrátil. Mendoza se pak stal guvernérem provincie Mérida, později provincie Caracas.
Když o rok později royalisté zaútočili znovu, Mendoza opět odjel do exilu, tentokrát na Nizozemské Antily. Odtamtud podporoval hnutí za nezávislost na Španělsku. Vrátil se v roce 1821, kdy již byla zajištěna venezuelská nezávislost, a byl jmenován ministrem spravedlnosti Velké Kolumbie.
Cristóbal Mendoza po celý život zůstal loajálním spolupracovníkem Simóna Bolívara a zastáncem jeho myšlenek. Byl stoupencem federace latinskoamerických republik a oponentem separatistických snah Josého Antonia Páeze, který se později stal venezuelským prezidentem.